# Алпаря
Алпаря (рум. Alparea) — село у повіті Біхор в Румунії. Входить до складу комуни Ошорхей.
Село розташоване на відстані 426 км на північний захід від Бухареста, 10 км на південний схід від Ораді, 121 км на захід від Клуж-Напоки.

## Населення
За даними перепису населення 2002 року у селі проживали 1026 осіб, з них 1024 особи (99,8%) румунів. Рідною мовою 1025 осіб (99,9%) назвали румунську.